# Île Kunta Kinteh
Pour l'île des Galápagos également appelée Île James, voir Île Santiago.
L'île Kunta Kinteh, appelée île James jusqu’en 2011, est une petite île située sur le fleuve Gambie, à 30 kilomètres de l'embouchure du fleuve et proche de Juffureh. Elle fut un important comptoir ouest-africain pour le commerce des esclaves. Elle est inscrite sur la liste du patrimoine mondial de l'UNESCO.

## Géographie
L'île Kunta Kinteh est une petite île située dans le fleuve Gambie. Sa position stratégique au milieu du fleuve lui offre la possibilité de contrôler la voie navigable.
L'île comprend les patrimoines historique suivant qui sont en ruine : la maison des esclaves, la cuisine du gouverneur, la forge et un magasin. 
D'autres ruines du colonialisme et de l'esclavage sont encore présentes sur cette île. Beaucoup de canons s'y trouvent toujours, de même que les prisons où étaient emprisonnés les esclaves avant leur expédition en Amérique. Des traces de fortifications et accessoires de bâtiment de service survivraient toujours à chaque extrémité de l'île ainsi que sur la rive Sud. 
Le fort, de plan carré avec des bastions polygonaux aux quatre coins, situé au milieu de l'île subit les inondations et les marées.

## Historique
D'après les anciens cercles de pierre et monticules funéraires (mbanar) trouvés sur la région du fleuve Gambie, elle serait habitée depuis longtemps. Cette région demeura pendant une période sous l'hégémonie du royaume du Kaabu qui joua un rôle primordial dans le commerce triangulaire.
Les îles sur le fleuve Gambie, Juffureh, l'île proche de Banjul avec le Fort Bayona et l'île Kunta Kinteh abritaient les premiers marchands européens issus de Courlande (en Lettonie actuelle) du XVe au XIXe siècle. Ils l'appelèrent île Saint-André. À partir de 1651 et jusqu'à ce que les Anglais s'en emparent en 1661. L'île fut un comptoir d'esclaves du commerce triangulaire en liaison notamment avec l'île courlandaise de Tobago située aux Antilles.
Ce sont les Anglais qui la nommèrent James. L'île est ensuite employée pour le commerce de l'ivoire et de l'or, puis à nouveau pour le commerce d'esclaves. Fin juillet 1695, le fort James est pris par les Français pendant l'expédition de Jean-Baptiste de Gennes vers le détroit de Magellan et renommé fort Saint-Jacques par les Françaisqui possédaient un comptoir à Albreda. Les Anglais récupérèrent le fort définitivement en 1702, qui fut abandonné en 1779 avec l'arrêt de l'esclavagisme par les Britanniques.
L'île Kunta Kinteh fut pendant longtemps un lieu que les pêcheurs, surnommés Niuminkas, considéraient comme un héritage sacré.

## Tourisme
L’île Kunta Kinteh se dévoile en remontant le fleuve Gambie à l’intérieur des terres. Elle a joué un rôle crucial durant le commerce triangulaire et la colonisation. En effet, sa position de carrefour permettait aux colons européens de pénétrer le continent africain et de faciliter le trafic pré-colonial. Ainsi, elle  fut un important comptoir ouest-africain du commerce triangulaire. Ce patrimoine historique classé comme mondial selon l’UNESCO en 2003 fut l’une des premières voies d’entrée de l’Afrique par les Occidentaux grâce à sa position d’interface. Sa portée historique séduit davantage les étrangers et développe le tourisme. En plus, l’île Kunta Kinteh abrite de grands  patrimoines historiques, à savoir, le Fort. En outre, se dressant fièrement sur l’île, ce dernier, construit en 1651, conserve des souvenirs liés à la diaspora africaine. À part le fort, cet îlot présente d’autres sites historiques comme le Fort de Bullen, le bâtiment de la CFAO, la chapelle portugaise de Juffureh, les ruines de San Domingo et la batterie de 6 canons à Banjul. 
Cette petite île est accessible depuis les abords du fleuve grâce aux bateaux de croisière pouvant accueillir une visite touristique aux alentours.